# Кубок Президента з футболу
Кубок Президента з футбо́лу — одноматчевий турнір, у якому грають чемпіон попереднього сезону та володар Кубка Ірландії. Трофей вручається переможцям від Президента Ірландії.

## Фінали
| Рік  | Володар                                         | Рахунок                                         | Фіналіст                                        |
| 2014 | Сент-Патрікс Атлетік                            | 1:0                                             | Слайго Роверз                                   |
| 2015 | Дандолк                                         | 2:1                                             | Сент-Патрікс Атлетік                            |
| 2016 | Корк Сіті                                       | 2:0                                             | Дандолк                                         |
| 2017 | Корк Сіті                                       | 3:0                                             | Дандолк                                         |
| 2018 | Корк Сіті                                       | 4:2                                             | Дандолк                                         |
| 2019 | Дандолк                                         | 2:1                                             | Корк Сіті                                       |
| 2020 | змагання не проводились через епідемію COVID-19 | змагання не проводились через епідемію COVID-19 | змагання не проводились через епідемію COVID-19 |
| 2021 | Дандолк                                         | 1:1 пен. 4:3                                    | Шемрок Роверс                                   |
| 2022 | Шемрок Роверс                                   | 1:1 пен. 5:4                                    | Сент-Патрікс Атлетік                            |
| 2023 | Деррі Сіті                                      | 2:0                                             | Шемрок Роверс                                   |
| 2024 | Шемрок Роверс                                   | 3:1                                             | Сент-Патрікс Атлетік                            |
| 2025 | Шелбурн                                         | 2:0                                             | Дроеда Юнайтед                                  |

## Переможці
| Клуб                 | Перемоги | Роки             |
| -------------------- | -------- | ---------------- |
| Корк Сіті            | 3        | 2016, 2017, 2018 |
| Дандолк              | 3        | 2015, 2019, 2021 |
| Шемрок Роверс        | 1        | 2022, 2024       |
| Сент-Патрікс Атлетік | 1        | 2014             |
| Деррі Сіті           | 1        | 2023             |
| Шелбурн              | 1        | 2025             |

## Схожі змагання
Турнір не слід плутати із колишнім Кубком Президента футбольної асоціації Лейнстера, а також із Суперкубком Ірландії за участю чотирьох клубів, які розігрували право на участь в єврокубках під егідою УЄФА.